# Cryptolabis (Cryptolabis) uniformis
Cryptolabis (Cryptolabis) uniformis is een tweevleugelige uit de familie steltmuggen (Limoniidae). De soort komt voor in het Neotropisch gebied.